# آني وو (فنانة قصص مصورة)
آني وو (بالإنجليزية: Annie Wu)‏ هي فنانة قصص مصورة أمريكية، ولدت في 19 أبريل 1988.